# جاين جنسن (كاتب)
جاين جنسن (بالإنجليزية: Jane Jensen)‏ (و. 1963  م) هي كاتِبة، وروائية، وعَالِمَة حاسوب، وكاتبة خيال علمي، ومصممة ألعاب أمريكية.

## التعليم
تعلمت في جامعة اندرسون
.

## وصلات خارجية
- جاين جنسن على موقع IMDb (الإنجليزية)
- جاين جنسن على موقع ميوزك برينز (الإنجليزية)

- جاين جنسن في قاعدة بيانات الأفلام على الإنترنت